# Kiril Kotev
Kiril Kotev (en bulgare : Кирил Котев), né le 18 avril 1982 à Sofia, est un footballeur international bulgare.

## Biographie
Kotev commence sa carrière professionnelle au Velbazhd Kyustendil. Après une année passé sous prêt, il signe au Lokomotiv Plovdiv en 2002 où il devient un élément essentiel de l'équipe en 2003, jouant la quasi-totalité des matchs de son équipe. 
En 2004, il remporte le championnat de Bulgarie et est sélectionné pour le championnat d'Europe 2004. Il ne joue qu'un match lors de cette compétition, entrant en cours de jeu contre l'Italie à la place de Predrag Pažin.
En janvier 2005, il signe un contrat de quatre ans chez le CSKA Sofia d'une valeur de 100 000 euros. Il va y rester cinq ans, remportant son deuxième championnat de Bulgarie en 2008 avec des joueurs comme Yordan Todorov, Aleksandar Tunchev et Daniel Bekono.
Il retourne à Plovdiv en 2010 pour une saison avant de s'exiler en Chine pour jouer avec le Dalian Aerbin, remportant le titre de champion de la seconde division chinoise. Après ce titre, pour la troisième fois, il signe avec le Lokomotiv Plovdiv avec qui, il reste une saison. Il rejoint le Tcherno More Varna en 2013.

## Palmarès
- Champion de Bulgarie en 2004 avec le Lokomotiv Plovdiv et en 2008 avec le CSKA Sofia
- Vainqueur de la Supercoupe de Bulgarie en 2004 avec le Lokomotiv Plovdiv et en 2008 avec le CSKA Sofia
- Champion de Chine de D2 en 2011 avec le Dalian Aerbin